# Zhongfang (häradshuvudort)
Zhongfang (kinesiska: 中方) är en häradshuvudort i Kina. Den ligger i provinsen Hunan, i den södra delen av landet, omkring 310 kilometer väster om provinshuvudstaden Changsha. Antalet invånare är 1 360.
Runt Zhongfang är det ganska tätbefolkat, med 192 invånare per kvadratkilometer. Närmaste större samhälle är Huaihua, 15,6 km norr om Zhongfang. I omgivningarna runt Zhongfang växer huvudsakligen savannskog.
Genomsnittlig årsnederbörd är 1 725 millimeter. Den regnigaste månaden är maj, med i genomsnitt 282 mm nederbörd, och den torraste är december, med 52 mm nederbörd.